# Monolepta maculosa
Monolepta maculosa es una especie de insecto coleóptero de la familia Chrysomelidae.
Fue descrita científicamente en 1890 por Allard.